# دودکاندیوئیک اسید
دودکاندیوئیک اسید (به انگلیسی: Dodecanedioic acid) یک ترکیب شیمیایی با شناسه پاب‌کم ۱۲۷۳۶ است. شکل ظاهری این ترکیب، دانه‌های سفید است.